# سهره قرمز
سهره سینه قرمز (نام علمی: Spinus cucullatus) نام یک گونه از تیره سهره است.